# Polyrhabdina eunicae
Polyrhabdina eunicae is een soort in de taxonomische indeling van de Myzozoa, een stam van microscopische parasitaire dieren. Het organisme komt uit het geslacht Polyrhabdina en behoort tot de familie Lecudinidae. Polyrhabdina eunicae werd in 1866 ontdekt door Lankester.